# Elena paga il debito
Elena paga il debito (The Lady Pays Off) è un film del 1951 diretto da Douglas Sirk.

## Trama
Evelyn Warren viene eletta insegnante dell'anno dalla rivista Time, ma è insoddisfatta della sua vita tranquilla. Così va a Reno, in Nevada dove perde molti soldi alla roulette. Matt Braddock, che è il manager del casinò, in cambio del debito le chiede di prendersi cura della sua figlia di nove anni Diana.